# Trippelguldklubben
Trippelguldklubben är en term för den exklusiva samling ishockeyspelare som har vunnit OS-guld, VM-guld, och Stanley Cup. Under olympiska vinterspelen 2010 i Vancouver instiftades klubben officiellt.

## Medlemmar
Spelare
1. Tomas Jonsson (Sverige, 1994)
2. Håkan Loob (Sverige, 1994)
3. Mats Näslund (Sverige, 1994)
4. Valerij Kamenskij (Sovjet & Ryssland, 1996)
5. Aleksej Gusarov (Sovjet & Ryssland, 1996)
6. Peter Forsberg (Sverige, 1996, medlem i Dubbeltrippelguldklubben 2006)
7. Vjatjeslav Fetisov (Sovjet & Ryssland, 1997, medlem i Dubbeltrippelguldklubben 1998)
8. Igor Larionov (Sovjet & Ryssland, 1997, medlem i Dubbeltrippelguldklubben 1998)
9. Aleksandr Mogilnyj (Sovjet & Ryssland, 2000)
10. Vladimir Malachov (Sovjet, OSS & Ryssland, 2000)
11. Joe Sakic (Kanada, 2002)
12. Brendan Shanahan (Kanada, 2002)
13. Rob Blake (Kanada, 2002)
14. Scott Niedermayer (Kanada, 2004)
15. Jaromír Jágr (Tjeckien, 2005)
16. Jiří Šlégr (Tjeckien, 2005)
17. Nicklas Lidström (Sverige, 2006)
18. Fredrik Modin (Sverige, 2006)
19. Chris Pronger (Kanada, 2007)
20. Henrik Zetterberg (Sverige, 2008)
21. Mikael Samuelsson (Sverige, 2008)
22. Niklas Kronwall (Sverige, 2008)
23. Eric Staal (Kanada, 2010)
24. Jonathan Toews (Kanada, 2010)
25. Patrice Bergeron (Kanada, 2011)
26. Sidney Crosby (Kanada, 2015)
27. Corey Perry (Kanada, 2016)
28. Pavel Datsyuk (Ryssland, 2018)
29. Jay Bouwmeester (Kanada, 2019)
30. Valtteri Filppula (Finland, 2022)

Tränare
1. Mike Babcock (Kanada, 2010)

## Tidslinje

### 1994
De första att kvalificera sig till trippelguldklubben var Tomas Jonsson, Håkan Loob och Mats Näslund den 27 februari 1994, efter att de vunnit i OS-guld i Lillehammer. De hade vunnit VM i ishockey 1991 (Loob vann även VM-guld 1987). Tomas Jonsson vann Stanley Cup 1982 och 1983 med New York Islanders, Loob 1989 med Calgary Flames, och Näslund 1986 med Montreal Canadiens.

### 1996
De första ryska spelarna var Valerij Kamenskij och Aleksej Gusarov som kvalificerade sig tillsammans med Peter Forsberg när Colorado Avalanche vann Stanley Cup. Både Kamenskij och Gusarov hade vunnit OS-guld 1988 samt VM 1989 och 1990 (Kamenskij även 1986). Forsberg hade vunnit VM-guld 1992 (och senare även 1998) och OS-guld 1994 (och senare även 2006).

### 1997
Vjatjeslav Fetisov och Igor Larionov vann Stanley Cup med Detroit Red Wings, både 1997 och 1998 (Larionov även 2002). De är också de enda spelarna tillsammans med Peter Forsberg som kvalificerat sig att vara med i en "dubbeltrippelguldklubb", då de vunnit allt minst två gånger. Båda vann OS-guld 1984 och 1988, och VM-guld 1982, 1983, 1986, och 1989 (Fetisov även 1978, 1981, och 1990).

### 2000
Aleksandr Mogilnyj och Vladimir Malachov vann Stanley Cup med New Jersey Devils. Mogilnyj hade innan dess vunnit OS-guld 1988 och VM-guld 1989. Malachov vann VM-guld 1990 och OS-guld 1992.

### 2002
Joe Sakic, Brendan Shanahan, och Rob Blake blev de första kanadensarna som lyckades uppnå detta när Kanada vann OS-guld 2002 i Salt Lake City. Alla tre hade vunnit VM-guld 1994 (Blake även 1997). Sakic och Blake vann Stanley Cup 2001 med Colorado Avalanche (Sakic även 1996) och Shanahan 1997 och 1998 med Detroit Red Wings. 

### 2004
Scott Niedermayer vann VM-guld med Kanada. Han var också med och vann OS-guld med Kanada i Salt Lake City och har vunnit tre Stanley Cup med New Jersey Devils 1995, 2000 och 2003.

### 2005
Jaromír Jágr och Jiří Šlégr blev de första tjecker att lyckas med bedriften då de vann VM-guld 2005. Jágr har vunnit Stanley Cup två gånger med Pittsburgh Penguins, 1991 och 1992. Šlégr vann med Detroit Red Wings 2002, han spelade en match i finalen när Jiří Fischer var avstängd. Båda vann OS-guld i Nagano 1998.

### 2006
Nicklas Lidström och Fredrik Modin vann OS-guld 2006. Lidström var med och vann VM-guld 1991 och Modin 1998. Lidström har vunnit Stanley Cup fyra gånger med Detroit Red Wings, 1997, 1998, 2002 och 2008. Modin vann Stanley Cup med Tampa Bay Lightning 2004. I och med OS-guldet kvalificerar sig också Peter Forsberg till "dubbeltrippelguldklubben", då han vunnit OS 1994 och 2006, VM 1992 och 1998 och slutligen Stanley Cup 1996 och 2001.

### 2007
Chris Pronger vann Stanley Cup med Anaheim Ducks säsongen 2006/2007 och hade sedan tidigare vunnit VM-guld med Kanada 1997 och OS-guld 2002.

### 2008
Henrik Zetterberg, Mikael Samuelsson och Niklas Kronwall vann Stanley Cup med Detroit Red Wings säsongen 2007/2008 och hade sedan tidigare vunnit VM-guld med Sverige 2006 och OS-guld också 2006.

### 2010
Eric Staal vann OS-guld med Kanada 2010 och hade sedan tidigare vunnit Stanley Cup med Carolina Hurricanes 2005/2006 samt VM-guld 2007. Jonathan Toews vann både OS-guld med Kanada 2010 samt Stanley Cup med Chicago Blackhawks samt hade tidigare vunnit VM-guld 2007.

### 2011
Patrice Bergeron vann Stanley Cup med sitt Boston Bruins 2010/2011 och hade sen tidigare vunnit VM-guld 2004 och OS-guld med Kanada 2010.

### 2015
Sidney Crosby ingick i det kanadensiska landslag som blev världsmästare 2015. Han hade tidigare vunnit OS-guld med Kanada 2010 och 2014 samt Stanley Cup med Pittsburgh Penguins 2009, 2016 och 2017.

### 2016
Corey Perry ingick i det kanadensiska landslag som blev världsmästare 2016. Han hade tidigare vunnit OS-guld med Kanada 2010 och 2014 samt Stanley Cup med Anaheim Ducks 2007.

### 2022
Valtteri Filppula ingick i det Finska landslag som blev världsmästare 2022. OS guld 2022 i Peking. Han vann Stanley Cup med Red Wings 2008.

## Canada Cup / World Cup of Hockey
Vjatjeslav Fetisov, Igor Larionov, och Brendan Shanahan är de enda spelarna i trippelguldklubben som även har vunnit Canada Cup (Fetisov och Larionov 1981; Shanahan 1991).
Joe Sakic, Scott Niedermayer, Patrice Bergeron, Jonathan Toews, Sidney Crosby och Corey Perry är de enda spelarna i trippelguldklubben som har vunnit World Cup of Hockey (Sakic och Niedermayer 2004; Bergeron, Toews, Crosby och Perry 2016).

## Svenskarna i Trippelguldklubben
Av svenskarna i Trippelguldklubben bildar Tomas Jonsson, Mats Näslund, Håkan Loob och Niklas Kronwall en "kvadruppelguldklubb" eftersom de också har SM-guld (Tomas Jonsson 1979 med MoDo, Mats Näslund 1980 med Brynäs och 1992 och 1994 med Malmö, Håkan Loob 1981 med Färjestad och Niklas Kronwall 2001 med Djurgården). Kronwall är ensam svensk om att ha vunnit sina VM- och OS-guld parallellt med NHL-karriären, därmed också med kortast intervaller - sju år från SM-guld till Stanley Cup-seger.
Förutom Jonsson, Näslund, Loob och Kronwall, följande spelare (elva svenskar, två tjecker och en finländare) bildar en svensk trippelguldklubb (OS-, VM- och SM-guld):
- Charles Berglund (OS-guld 1994, VM-guld 1991, SM-guld 1989, 1990, 1991, 2000, 2001 med Djurgården)
- Roger Hansson (OS-guld 1994, VM-guld 1992, SM-guld 1992, 1994 med Malmö)
- Jörgen Jönsson (OS-guld 1994, 2006, VM-guld 1998, 2006, SM-guld 1997, 1998, 2002, 2006, 2009 med Färjestad)
- Patric Kjellberg (OS-guld 1994, VM-guld 1992, 1998, SM-guld 1995 med HV71)
- Mikko Lehtonen (OS-guld 2022, VM-guld 2019, 2022, SM-guld 2017 med HV71)
- Stefan Liv (OS-guld 2006, VM-guld 2006, SM-guld 2004, 2008, 2009 med HV71)
- Henrik Lundqvist (OS-guld 2006, VM-guld 2017, SM-guld 2003, 2005 med Frölunda)
- Pavel Patera (OS-guld 1998, VM-guld 1996, 1999, 2000, 2001, SM-guld 2006 med Färjestad)
- Daniel Rydmark (OS-guld 1994, VM-guld 1992, SM-guld 1988 med Färjestad, 1992, 1994 med Malmö)
- Jaroslav Špaček (OS-guld 1998, VM-guld 1999, 2001, 2005, SM-guld 1998 med Färjestad)
- Fredrik Stillman (OS-guld 1994, VM-guld 1991, 1992, SM-guld 1995 med HV71)
- Mats Sundin (OS-guld 2006, VM-guld 1991, 1992, 1998, SM-guld 1990 med Djurgården)
- Ronnie Sundin (OS-guld 2006, VM-guld 2006, SM-guld 2003, 2005 med Frölunda)
- Mattias Öhlund (OS-guld 2006, VM-guld 1998, SM-guld 1996 med Luleå)

### Fotnoter
1. ↑  Mattias Ek (5 november 2010). ”Svenska veteraner hyllas under OS”. Expressen. http://www.expressen.se/sport/hockey/svenska-veteraner-hyllas-under-os/. Läst 31 oktober 2015.
2. ↑  Christoffer Herberts (18 maj 2015). ”Crosby med i trippelguldklubben: Grunden lades mot Sverige”. Yle. http://svenska.yle.fi/artikel/2015/05/18/crosby-med-i-trippelguldklubben-grunden-lades-mot-sverige. Läst 31 oktober 2015.